# Liste der aktiven Luftfahrzeuge der US-Streitkräfte
Die Liste der aktiven Luftfahrzeuge der US-Streitkräfte führt alle derzeit im Dienst befindlichen Typen von Luftfahrzeuge auf, die von einer der sechs Teilstreitkräfte gegenwärtig genutzt werden.

## Air Force
| Name                     | Foto      | Hersteller                | Herkunft  | Antrieb   | Typ                                             | Version                  | Anzahl    | Bestellt  | Anmerkung |
| Flugzeuge                | Flugzeuge | Flugzeuge                 | Flugzeuge | Flugzeuge | Flugzeuge                                       | Flugzeuge                | Flugzeuge | Flugzeuge | Flugzeuge |
| ------------------------ | --------- | ------------------------- | --------- | --------- | ----------------------------------------------- | ------------------------ | --------- | --------- | --- |
| A-10 Thunderbolt II      |           | Fairchild Republic        | USA       | Jet       | Erdkampfflugzeug                                | A-10C                    | 286       |           | Ausmusterung ist bis 2028 geplant |
| A-29 Super Tucano        |           | Sierra Nevada Corporation |           |           | Schulflugzeug                                   |                          |           | 3         | |
| AC-130 Spectre           |           | Lockheed Martin           |           |           | Gunship                                         | AC-130JAC-130U/W         | 183       |           | |
| B-1 Lancer               |           | Rockwell International    |           |           | Strategischer Bomber                            | B-1B                     | 43        |           | (nicht mehr atomwaffenfähig) |
| B-2 Spirit               |           | Northrop Grumman          |           |           | Strategischer Bomber                            | B-2A                     | 20        |           | wird wegen zu hoher Kosten nicht mehr hergestellt |
| B-21 Raider              |           | Northrop Grumman          |           |           | Strategischer Bomber                            |                          | 1-3       |           | Es sind bis zu 100 Exemplare geplant. |
| B-52 Stratofortress      |           | Boeing                    |           |           | Strategischer Bomber                            | B-52H                    | 72        |           | |
| C-5 Galaxy               |           |                           |           |           | Strategischer Transporter                       | C-5M                     | 52        |           | |
| C-12 Huron               |           |                           |           |           | TransportflugzeugAufklärungsflugzeug            | C-12C-12JMC-12W          | 23340     |           | |
| C-17 Globemaster III     |           |                           |           |           | Strategischer Transporter                       | C-17A                    | 228       |           | |
| C-20                     |           |                           |           |           | Geschäftsreiseflugzeug                          | C-20H                    | 1         |           | |
| C-21                     |           |                           |           |           | Geschäftsreiseflugzeug                          | C-21A                    | 19        |           | |
| C-27                     |           |                           |           |           | Transportflugzeug                               | C-27A                    | 2         |           | |
| C-32                     |           |                           |           |           | VIP-TransportflugzeugGeschäftsreiseflugzeug     | C-32AC-32B               | 42        |           | C-32A wird als „Air Force Two“und für weitere hochrangige Regierungsvertreter genutzt.C-32B dient als Transportflugzeug für sogenannte „Gatekeeper“-Spezialmissionen. |
| C-37                     |           |                           |           |           | Geschäftsreiseflugzeug                          | C-37AC-37B               | 94        |           | [ 4 ] |
| C-130 Hercules           |           |                           |           |           | Taktisches Transportflugzeug                    | C-130HC-130J             | 162171    |           | Die Anschaffung von 27 weiteren C-130 J ist geplant. |
| C-145                    |           |                           |           |           | Transportflugzeug                               | C-145A                   | 5         |           | |
| C-146                    |           |                           |           |           | Transportflugzeug                               | C-146                    | 20        |           | |
| CN-235                   |           |                           |           |           | Aufklärungsflugzeug                             |                          | 5         |           | |
| E-3 Sentry               |           |                           |           |           | AWACS-Luftaufklärer                             | E-3BE-3CE-3G             | 31        |           | |
| E-4 Nightwatch           |           |                           |           |           | Kommandoflugzeug                                | E-4B                     | 4         |           | |
| E-8 Joint STARS          |           |                           |           |           | KommandoflugzeugSchulflugzeug                   | E-8C                     | 131       |           | Ausgemustert |
| E-9 Widget               |           |                           |           |           | Aufklärungsflugzeug                             | E-9A                     | 9         |           | |
| E-11                     |           |                           |           |           | Kommunikationsflugzeug                          | E-11A                    | 4         | 2         | Weitere 3 geplant. |
| EC-37                    |           |                           |           |           | Elektronisches Aufklärungsflugzeug              | EC-37B                   | 0         | 3         | Die Anschaffung von 7 weiteren Flugzeugen ist geplant. |
| EC-130 Compass Call      |           |                           |           |           | EW-Flugzeug                                     | EC-130HEC-130J           | 97        |           | |
| F-15 Eagle               |           |                           |           |           | LuftüberlegenheitsjägerSchulflugzeug            | F-15CF-15DF-15EF-15EX    | 430       |           | Weitere 136 Exemplare geplant. |
| F-16 Fighting Falcon     |           |                           |           |           | MehrzweckkampfflugzeugSchulflugzeug             | F-16CF-16D               | 775147    |           | |
| F-22 Raptor              |           |                           |           |           | Luftüberlegenheitsjäger                         | F-22A                    | 177       |           | |
| F-35 Lightning II        |           |                           |           |           | MehrzweckkampfflugzeugSchulflugzeug             | F-35A                    | 196114    | 63        | Die Anschaffung von 1.365 Maschinen ist geplant. |
| F-117 Nighthawk          |           |                           |           |           | Schulflugzeug                                   | F-117A                   | 4         |           | |
| HC-130 Combat King II    |           |                           |           |           | SAR-Flugzeug                                    | HC-130J                  | 38        | 1         | 8 weitere Flugzeuge sind geplant. |
| J-PAG                    |           |                           |           |           | Schulflugzeug                                   |                          | 4         |           | Wird zusammen mit einer privaten Firma betrieben. |
| KC-10 Extender           |           |                           |           |           | Tankflugzeug                                    |                          | 40        |           | Ausgemustert |
| KC-46 Pegasus            |           |                           |           |           | Tankflugzeug                                    | KC-46A                   | 61        | 32        | 81 weitere Maschinen sind geplant. |
| KC-135 Stratotanker      |           |                           |           |           | Tankflugzeug                                    | KC-135RKC-135T           | 388       |           | |
| MC-130 Combat Talon      |           |                           |           |           | Tankflugzeug                                    | MC-130H                  | 10        |           | |
| MC-130 Commando II       |           |                           |           |           | Tankflugzeug                                    | MC-130J                  | 59        | 1         | Die Anschaffung von 7 weiteren Exemplaren ist geplant. |
| RC-26                    |           |                           |           |           | Aufklärungsflugzeug                             | RC-26B                   | 11        |           | |
| RC-135                   |           |                           |           |           | Elektronisches AufklärungsflugzeugSchulflugzeug | RC-135S/U/V/WTC-135S/W   | 223       |           | |
| T-1 Jayhawk              |           |                           |           |           | Schulflugzeug                                   | T-1A                     | 178       |           | |
| T-6 Texan II             |           |                           |           |           | Schulflugzeug                                   | AT-6T-6A                 | 2444      |           | |
| T-7 Red Hawk             |           |                           |           |           | Schulflugzeug                                   | T-7A                     | 1         |           | Die Anschaffung von 351 Maschinen ist geplant. Die Version soll die T-38 ersetzen.                                                                                    |
| T-38 Talon               |           |                           |           |           | Schulflugzeug                                   | T-38AT-38C               | 497       |           | |
| T-53                     |           |                           |           |           | Schulflugzeug                                   | T-53A                    | 25        |           | |
| U-2 Dragon Lady          |           |                           |           |           | HöhenaufklärerSchulflugzeug                     | U-2STU-2S                | 264       |           | Zwei U-2S Maschinen der Air Force werden gegenwärtig von der NASA unter der Typenbezeichnung ER-2 genutzt.                                                            |
| U-28                     |           |                           |           |           | Mehrzweckflugzeug                               | U-28A                    | 35        |           | |
| UV-18 Twin Otter         |           |                           |           |           | Mehrzweckflugzeug                               | U-18B                    | 1         |           | |
| VC-25                    |           |                           |           |           | VIP-Transportflugzeug                           | VC-25A                   | 2         |           | Muster wird als „Air Force One“ benutzt. |
| WC-130 Weatherbird       |           |                           |           |           | Wetterflugzeug                                  | WC-130J                  | 10        |           | In der Reserve. |
| WC-135 Constant Phoenix  |           |                           |           |           | Wetterflugzeug                                  | WC-135                   | 2         |           | |
| Unbemannte Luftfahrzeuge |           |                           |           |           |                                                 |                          |           |           | |
| MQ-9 Reaper              |           |                           |           |           | Kampfdrohne                                     | MQ-9A                    | 210       |           | [ 9 ] |
| RQ-4 Global Hawk         |           |                           |           |           | Aufklärungsdrohne                               | RQ-4B                    | 100       |           | [ 9 ] |
| RQ-170 Sentinel          |           |                           |           |           | Aufklärungsdrohne                               |                          | ca. 150   |           | [ 9 ] |
| RQ-180                   |           |                           |           |           | Aufklärungsdrohne                               |                          | ca. 700   |           | [ 9 ] |
| Hubschrauber             |           |                           |           |           |                                                 |                          |           |           | |
| CV-22 Osprey             |           |                           |           |           | VTOL-Transporter                                |                          | 52        | 2         | |
| HH-60 Pave Hawk          |           |                           |           |           | SAR-Helikopter                                  | HH-60GHH-60UHH-60WMH-60G | 107       | 7         | 82 weitere geplant. |
| MH-139                   |           |                           |           |           | Mehrzweckhubschrauber                           |                          | 5         |           | Die Anschaffung von 75 Exemplaren ist geplant. |
| Mi-8                     |           |                           |           |           | MehrzweckhubschrauberTransporthubschrauber      | Mi-171                   | 1         |           | |
| UH-1 Iroquois            |           |                           |           |           | SchulungshubschrauberMehrzweckhubschrauber      | UH-1HUH-1N               | 3864      |           | |

## Army
| Name                     | Foto      | Hersteller | Herkunft  | Antrieb   | Typ                                        | Version              | Anzahl    | Bestellt  | Anmerkung                                                                                                  |
| Flugzeuge                | Flugzeuge | Flugzeuge  | Flugzeuge | Flugzeuge | Flugzeuge                                  | Flugzeuge            | Flugzeuge | Flugzeuge | Flugzeuge                                                                                                  |
| ------------------------ | --------- | ---------- | --------- | --------- | ------------------------------------------ | -------------------- | --------- | --------- | --- |
| C-12 Huron               |           |            |           |           | TransportflugzeugAufklärungsflugzeug       | C-12MC/RC-12         | 9583      |           | |
| C-12J                    |           |            |           |           | Transportflugzeug                          | C-12J                | 3         |           | |
| C-20                     |           |            |           |           | Transportflugzeug                          | C-20H                | 1         |           | |
| C-26 Metroliner          |           |            |           |           | Transportflugzeug                          | C-26E                | 12        |           | |
| CAE USA                  |           |            |           |           | Schulflugzeug                              |                      | 61        |           | Werden zusammen mit CAE betrieben.                                                                         |
| EO-5                     |           |            |           |           | Aufklärungsflugzeug                        | EO-5C                | 3         |           | Die Maschinen wurde ursprünglich unter der Typenbezeichnung RC-7B geführt.                                 |
| RO-6                     |           |            |           |           | Aufklärungsflugzeug                        |                      | 11        |           | |
| T-6 Texan                |           |            |           |           | Schulflugzeug                              | T-6D                 | 4         |           | |
| TO-5                     |           |            |           |           | Schulflugzeug                              | TO-5C                | 1         |           | |
| UC-35                    |           |            |           |           | Mehrzweckflugzeug                          | UC-35                | 28        |           | |
| Unbemannte Luftfahrzeuge |           |            |           |           |                                            |                      |           |           | |
| MQ-1 Grey Eagle          |           |            |           |           | Aufklärungsdrohne                          | MQ-1C                | ca. 180   |           | [ 9 ] |
| RQ-7 Shadow              |           |            |           |           | Aufklärungsdrohne                          | RQ-7B                | 236       |           | [ 9 ] |
| Hubschrauber             |           |            |           |           |                                            |                      |           |           | |
| AH-64 Apache             |           |            |           |           | Kampfhubschrauber                          | AH-64DAH-64E         | 824       | 15        | |
| Bell 407                 |           |            |           |           | Mehrzweckhubschrauber                      |                      | 5         |           | |
| CH-47 Chinook            |           |            |           |           | TransporthubschrauberMehrzweckhubschrauber | CH-47DCH-47FMH-47G   | 513       | 30        | Einige Maschinen werden auch vom US Special Operations Command genutzt.                                    |
| UH-60 Black Hawk         |           |            |           |           | MehrzweckhubschrauberEW-Hubschrauber       | EH-60HH-60MH-60UH-60 | 2.312     | 222       | Weitere 87 Exemplare sind geplant. Einige Maschinen werden auch vom US Special Operations Command genutzt. |
| H-125                    |           |            |           |           | Mehrzweckhubschrauber                      |                      | 1         |           | |
| Mi-8                     |           |            |           |           | Mehrzweckhubschrauber                      | Mi-17                | 10        |           | |
| Mi-24                    |           |            |           |           | Schulungshubschrauber                      | Mi-24                | 1         |           | |
| UH-72 Lakota             |           |            |           |           | MehrzweckhubschrauberSchulungshubschrauber | UH-72A/B             | 38387     | 38        | |

## Coast Guard
| Name                | Foto      | Hersteller | Herkunft  | Antrieb   | Typ                    | Version        | Anzahl    | Bestellt  | Anmerkung |
| Flugzeuge           | Flugzeuge | Flugzeuge  | Flugzeuge | Flugzeuge | Flugzeuge              | Flugzeuge      | Flugzeuge | Flugzeuge | Flugzeuge |
| ------------------- | --------- | ---------- | --------- | --------- | ---------------------- | -------------- | --------- | --------- | --------- |
| C-27J Spartan       |           |            |           |           | Transportflugzeug      |                | 14        |           |           |
| C-37                |           |            |           |           | Geschäftsreiseflugzeug | C-37A          | 2         |           |           |
| HC-130 Hercules     |           |            |           |           | SAR-Flugzeug           | HC-130HHC-130J | 1115      |           |           |
| HC-144 Ocean Sentry |           |            |           |           | SAR-Flugzeug           | HC-144AHC-144B | 513       |           |           |
| Hubschrauber        |           |            |           |           |                        |                |           |           |           |
| MH-60 Jayhawk       |           |            |           |           | Mehrzweckhubschrauber  | MH-60T         | 44        |           |           |
| HH-65 Dolphin       |           |            |           |           | Mehrzweckhubschrauber  | MH-65DHM-65E   | 49        |           |           |

## Marine Corps
| Name                     | Foto      | Hersteller | Herkunft  | Antrieb   | Typ                                 | Version               | Anzahl    | Bestellt  | Anmerkung                                                           |
| Flugzeuge                | Flugzeuge | Flugzeuge  | Flugzeuge | Flugzeuge | Flugzeuge                           | Flugzeuge             | Flugzeuge | Flugzeuge | Flugzeuge                                                           |
| ------------------------ | --------- | ---------- | --------- | --------- | ----------------------------------- | --------------------- | --------- | --------- | ------------------------------------------------------------------- |
| AV-8 Harrier II          |           |            |           |           | VTOL-Kampfflugzeug                  | AV-8B                 | 87        |           |                                                                     |
| C-20                     |           |            |           |           | Transportflugzeug                   | C-20G                 | 1         |           |                                                                     |
| F-5 Freedom Fighter      |           |            |           |           | Schulflugzeug                       | F-5FF-5N              | 12        |           |                                                                     |
| F/A-18 Hornet            |           |            |           |           | MehrzweckkampfflugzeugSchulflugzeug | F/A-18AF/A-18CF/A-18D | 138       |           | 46 weitere Maschinen des Typs F/A-18B/C/D sind Schulflugzeuge.      |
| F-35 Lightning II        |           |            |           |           | MehrzweckkampfflugzeugSchulflugzeug | F-35BF-35C            | 98        | 13        | Weitere 29 Maschinen sind Schulflugzeuge; 290 weitere sind geplant. |
| KC-130 Harvest Hawk      |           |            |           |           | Tankflugzeug                        | KC-130J               | 64        |           | Weitere 20 geplant.                                                 |
| TAV-8 Harrier II         |           |            |           |           | Schulflugzeug                       | TAV-8B                | 12        |           |                                                                     |
| UC-12                    |           |            |           |           | Mehrzweckflugzeug                   | UC-12F                | 15        | 1         |                                                                     |
| UC-35                    |           |            |           |           | Mehrzweckflugzeug                   | UC-35CUC-35D          | 10        | 2         |                                                                     |
| Unbemannte Luftfahrzeuge |           |            |           |           |                                     |                       |           |           |                                                                     |
| MQ-9 Reaper              |           |            |           |           | Kampfdrohne                         | MQ-9A                 | 2         |           | [ 9 ]                                                               |
| RQ-21 Blackjack          |           |            |           |           | Aufklärungsdrohne                   | RQ-21A                | 40        |           | [ 9 ]                                                               |
| Hubschrauber             |           |            |           |           |                                     |                       |           |           |                                                                     |
| AH-1 Viper               |           |            |           |           | Kampfhubschrauber                   | AH-1Z                 | 159       |           |                                                                     |
| CH-53 Sea Stallion       |           |            |           |           | Transporthubschrauber               | CH-53ECH-53K          | 1407      | 022       | 175 weitere Hubschrauber des Typs CH-53K sind geplant.              |
| MV-22 Osprey             |           |            |           |           | VTOL-Mehrzweckflugzeug              | MV-22B                | 289       | 13        | 20 weitere sind geplant.                                            |
| T-34                     |           |            |           |           | Schulungshubschrauber               | T-34                  | 4         |           |                                                                     |
| UH-1 Venom               |           |            |           |           | Mehrzweckhubschrauber               | UH-1Y                 | 129       |           |                                                                     |
| VH-3 Sea King            |           |            |           |           | VIP-Hubschrauber                    | VH-3D                 | 11        |           | Muster wird als „Marine One“ benutzt.                               |
| VH-60 White Hawk         |           |            |           |           | VIP-Hubschrauber                    | VH-60N                | 8         |           | [ 9 ]                                                               |
| VH-92                    |           |            |           |           | VIP-Hubschrauber                    | VH-92A                | 6         |           | [ 9 ]                                                               |

## Navy
| Name                     | Foto      | Hersteller | Herkunft  | Antrieb   | Typ                                         | Version                       | Anzahl    | Bestellt  | Anmerkung                             |
| Flugzeuge                | Flugzeuge | Flugzeuge  | Flugzeuge | Flugzeuge | Flugzeuge                                   | Flugzeuge                     | Flugzeuge | Flugzeuge | Flugzeuge                             |
| ------------------------ | --------- | ---------- | --------- | --------- | ------------------------------------------- | ----------------------------- | --------- | --------- | ------------------------------------- |
| C-2 Greyhound            |           |            |           |           | Transportflugzeug                           | C-2A                          | 30        |           |                                       |
| C-20                     |           |            |           |           | Transportflugzeug                           | C-20G                         | 2         |           |                                       |
| C-26 Metroliner          |           |            |           |           | SchulflugzeugTransport-/Aufklärungsflugzeug | C-26AC-26D                    | 17        |           |                                       |
| C-38 Courier             |           |            |           |           | Schulflugzeug                               | C-38A                         | 2         |           |                                       |
| C-40 Clipper             |           |            |           |           | Transportflugzeug                           | C-40A                         | 17        |           |                                       |
| C-130 Hercules           |           |            |           |           | Transportflugzeug                           | C-130JC-130T                  | 117       |           |                                       |
| E-2 Hawkeye              |           |            |           |           | AWACS-Luftaufklärer                         | E-2CE-2D                      | 73        | 24        | Weitere 10 geplant.                   |
| E-6 Mercury              |           |            |           |           | Kommandoflugzeug                            | E-6B                          | 16        |           |                                       |
| EA-18 Growler            |           |            |           |           | EW-Flugzeug                                 | EA-18G                        | 152       |           |                                       |
| EP-3 ARIES II            |           |            |           |           | Elektronische Aufklärung                    | EP-3E                         | 11        |           |                                       |
| F-5 Tiger II             |           |            |           |           | Schulflugzeug                               | F-5FF-5N                      | 31        |           |                                       |
| F-16 Fighting Falcon     |           |            |           |           | Schulflugzeug                               | F-16A F-16B                   | 14        |           |                                       |
| F/A-18 Hornet            |           |            |           |           | Schulflugzeug                               | F/A-18AF/A-18BF/A-18CF/A-18D  | 52        |           |                                       |
| F/A-18 Super Hornet      |           |            |           |           | MehrzweckkampfflugzeugSchulflugzeug         | F/A-18E/F                     | 416131    | 76        |                                       |
| F-35 Lightning II        |           |            |           |           | MehrzweckkampfflugzeugSchulflugzeug         | F-35C                         | 2213      | 23        | 193 Exemplare geplant.                |
| KC-130                   |           |            |           |           | Tankflugzeug                                | KC-130T                       | 10        |           |                                       |
| NU-1 Otter               |           |            |           |           | Schulflugzeug                               | NU-1B                         | 1         |           | [ 11 ]                                |
| P-3 Orion                |           |            |           |           | Seefernaufklärer                            | P-3C                          | 17        |           | Muster wird gegenwärtig ausgemustert. |
| P-8 Poseidon             |           |            |           |           | Seefernaufklärer                            | P-8A                          | 116       | 12        |                                       |
| T-6 Texan II             |           |            |           |           | Schulflugzeug                               | T-6AT-6BT-6C                  | 293       | 29        |                                       |
| T-34 Mentor              |           |            |           |           | Schulflugzeug                               | T-34                          | 13        |           | Muster wird gegenwärtig ausgemustert. |
| T-38 Talon               |           |            |           |           | Schulflugzeug                               |                               | 10        |           |                                       |
| T-44                     |           |            |           |           | Schulflugzeug                               | T-44A                         | 56        |           |                                       |
| T-45 Goshawk             |           |            |           |           | Schulflugzeug                               | T-45C                         | 189       |           |                                       |
| U-6                      |           |            |           |           | Schulflugzeug                               | U-6A                          | 2         |           |                                       |
| UC-12                    |           |            |           |           | Mehrzweckflugzeug                           | UC-12                         | 13        |           |                                       |
| Unbemannte Luftfahrzeuge |           |            |           |           |                                             |                               |           |           |                                       |
| MQ-4C Triton             |           |            |           |           | Aufklärungsdrohne                           |                               | 5         |           | [ 9 ]                                 |
| MQ-8 Fire Scout          |           |            |           |           | Aufklärungsdrohne                           | MQ-8BMQ-8C                    | 1934      |           | [ 9 ]                                 |
| RQ-2 Pioneer             |           |            |           |           | Aufklärungsdrohne                           | RQ-2B                         | 35        |           | [ 9 ]                                 |
| RQ-4 Global Hawk         |           |            |           |           | Aufklärungsdrohne                           | RQ-4A                         | 4         |           | [ 9 ]                                 |
| RQ-21 Blackjack          |           |            |           |           | Aufklärungsdrohne                           | RQ-21A                        | 15        |           | [ 9 ]                                 |
| Hubschrauber             |           |            |           |           |                                             |                               |           |           |                                       |
| MH-53 Sea Dragon         |           |            |           |           | Mehrzweckhubschrauber                       | MH-53E                        | 28        |           |                                       |
| OH-58 Kiowa              |           |            |           |           | Schulhubschrauber                           |                               | 3         |           |                                       |
| TH-57 Sea Ranger         |           |            |           |           | Schulhubschrauber                           |                               | 115       |           |                                       |
| TH-73                    |           |            |           |           | Schulhubschrauber                           | TH-73A                        | 13        | 91        | Weitere 26 Maschinen sind geplant.    |
| UH-60 Black Hawk         |           |            |           |           | TransporthubschrauberSchulhubschrauber      | S-70/MH-60R/SS-70/EH/UH-60A-L | 4894      | 3         |                                       |
| UH-72 Lakota             |           |            |           |           | Schulhubschrauber                           | UH-72A                        | 5         |           |                                       |
| V-22 Osprey              |           |            |           |           | VTOL-Transporter                            | CV-22MV-22                    | 19        | 42        |                                       |

## Space Force
| Name        | Foto      | Hersteller | Herkunft  | Antrieb   | Typ                         | Version   | Anzahl    | Bestellt  | Anmerkung |
| Flugzeuge   | Flugzeuge | Flugzeuge  | Flugzeuge | Flugzeuge | Flugzeuge                   | Flugzeuge | Flugzeuge | Flugzeuge | Flugzeuge |
| ----------- | --------- | ---------- | --------- | --------- | --------------------------- | --------- | --------- | --------- | --------- |
| Boeing X-37 |           |            |           |           | Experimenteller Raumgleiter | X-37B     | 2         |           |           |

## Special Operations Command
| Name                     | Foto      | Hersteller | Herkunft  | Antrieb   | Typ                                         | Version     | Anzahl    | Bestellt  | Anmerkung                                  |
| Flugzeuge                | Flugzeuge | Flugzeuge  | Flugzeuge | Flugzeuge | Flugzeuge                                   | Flugzeuge   | Flugzeuge | Flugzeuge | Flugzeuge                                  |
| ------------------------ | --------- | ---------- | --------- | --------- | ------------------------------------------- | ----------- | --------- | --------- | ------------------------------------------ |
| Air Tractor AT-802       |           |            |           |           | Bewaffnetes Überwachungsflugzeug            | AT-802U     |           |           | Sechs bestellt, weitere 69 geplant.        |
| C-27J Spartan            |           |            |           |           | Schulflugzeug für Fallschirmspringer        |             | 7         |           |                                            |
| C-212 Aviocar            |           |            |           |           | Schulflugzeug für Fallschirmspringer        |             | 5         |           |                                            |
| Unbemannte Luftfahrzeuge |           |            |           |           |                                             |             |           |           |                                            |
| CQ-10 SnowGoose          |           |            |           |           | Transportdrohne                             |             | 28        |           |                                            |
| MQ-1 Predator            |           |            |           |           | Kampfdrohne                                 | MQ-1C       | 24        |           |                                            |
| XPV-1 Tern               |           |            |           |           | Aufklärungsdrohne                           |             | 15        |           |                                            |
| XPV-2 Mako               |           |            |           |           | Aufklärungsdrohne                           |             | 14        |           |                                            |
| Hubschrauber             |           |            |           |           |                                             |             |           |           |                                            |
| CH-47 Chinook            |           |            |           |           | Transporthubschrauber                       | MH-47G      |           |           | Werden zusammen mit der US Army betrieben. |
| MH-6 Little Bird         |           |            |           |           | Leichter Aufklärungs- und Kampfhubschrauber | AH-6M MH-6M | 47        |           | [ 14 ]                                     |
| UH-60 Black Hawk         |           |            |           |           | Transporthubschrauber                       | MH-60M      |           |           | Werden zusammen mit der US Army betrieben. |